# Joan Carroll
Joan Carroll (nacida como Joan Marie Felt, Elizabeth, 18 de enero de 1931-Puerto Vallarta, 16 de noviembre de 2016) fue una actriz infantil estadounidense que apareció en diversas películas hasta su retiro en 1945.

## Primeros años
Carroll nació bajo el nombre de Joan Marie Felt de Wright y Freida Felt el 18 de enero de 1931 en Elizabeth, Nueva Jersey.
Se convirtió en una excelente cantante y bailarina de claqué en la Fanchon and Marco Dancing School de Hollywood, y se convirtió en una consumada actriz infantil. Su nombre artístico fue cambiado a Carol y posteriormente a Carroll.

## Carrera
Entre 1937 y 1940 apareció en papeles secundarios en varias películas. Su gran oportunidad llegó con la película de 1940, Primrose Path, como la hermana menor de Ginger Rogers, por la que ganó un Critics Award. El mismo año se convirtió en la primera estrella infantil en ser convocada desde Hollywood para aparecer en el papel principal en un musical de Broadway, Panama Hattie, que se desarrolló entre el 30 de octubre de 1940 y el 3 de enero de 1942.
Se convirtió en una personalidad juvenil perteneciente a RKO Radio Pictures. Carroll protagonizó junto a Ruth Warrick dos películas de comedia, Obliging Young Lady (1941) y Petticoat Larceny (1943). Continuó trabajando en películas cuando era adolescente, pero con menos frecuencia. Dos de sus películas más recordadas provienen de este período: Meet Me in St. Louis (1944) como la hermana de Judy Garland y Margaret O'Brien, y The Bells of St. Mary's (1945), en la que interpretó a "una hija sensible de padres separados".

## Últimos años
Después de The Bells of St. Mary's en 1945, Carroll se retiró. En 1951 se casó con James Joseph Krack.
Ella y su hermano donaron una lámpara familiar histórica al Museo del Estado de Nevada el 7 de julio de 2011.
Carroll falleció el 16 de noviembre de 2016 cerca de su residencia en Puerto Vallarta, Jalisco a los 85 años. Le sobrevivieron sus cuatro hijos y su familia extendida.

## Filmografía
| Año  | Título                      | Role                         | notas         |
| ---- | --------------------------- | ---------------------------- | ------------- |
| 1936 | The First Baby              |                              |               |
| 1937 | One Mile from Heaven        | Sunny                        |               |
| 1938 | Walking Down Broadway       | Sunny Martin                 |               |
| 1938 | Gateway                     | Niña                         | sin acreditar |
| 1938 | Two Sisters                 | Sally, de niña               |               |
| 1939 | Mr. Moto's Last Warning     | Mary Delacour                |               |
| 1939 | Tower of London             | Lady Mowbray                 | sin acreditar |
| 1939 | A Child Is Born             | Niñita                       | sin acreditar |
| 1939 | Barricade                   | Winifred Ward                |               |
| 1940 | Laddie                      | Hermana Stanton              |               |
| 1940 | Primrose Path               | Honeyball                    |               |
| 1940 | Anne of Windy Poplars       | Betty Grayson                |               |
| 1942 | Obliging Young Lady         | Bridget Potter               |               |
| 1943 | Petticoat Larceny           | Joan Mitchell / Small Change |               |
| 1944 | Meet Me in St. Louis        | Agnes Smith                  |               |
| 1944 | Tomorrow the World          | Pat Frame                    |               |
| 1945 | The Clock                   | Hombre en la estación Penn   | sin acreditar |
| 1945 | Las campanas de Santa María | Patricia 'Patsy' Gallagher   |               |
| 1950 | Second Chance               | Enfermera Eva                |               |